# Дони Йен
Дони Йен (на китайски: 甄子丹) е хонконгски актьор, филмов продуцент и режисьор, най-известен с филмите си с бойни изкуства. Той е един от най-високоплатените актьори в Азия.

## Биография
Йен е роден на 27 юли 1963 г. в Гуанджоу, Гуандун, Китай и от ранна възраст се занимава с бойни изкуства, започвайки с тай чи и други традиционни китайски бойни изкуства. Първата си роля в киното получава през 1984 г. в хонконгския боен филм Пияно тай чи. След това постига успех в ролята си на антагониста генерал Нап-лан във филма Имало едно време в Китай II (1992), опонирайки си с Джет Ли. През 1997 г. дебютира като режисьор с филма Легенда за вълка. В американското кино дебютира през 2000 г. с участие във филма Шотландски боец IV: Краят на играта, но продължава да е активен и на хонконгската сцена.
На Йен често се приписва популяризирането на винг-чун в Китай.